# Municipio de Amanalco
El municipio de Amanalco es uno de los 125 municipios del Estado de México, su cabecera municipal es Amanalco de Becerra. Se trata de una comunidad principalmente rural que tiene una superficie de 222,995  km² y según el censo del 2020 tiene una población total de 23,675 habitantes.Se ubica al poniente del estado dentro del Quencio
Limita al norte con el municipio de Villa Victoria, al noroeste con el municipio de Villa de Allende, al noreste con el municipio de Almoloya de Juárez, al sur con Temascaltepec, al suroeste con Valle de Bravo y al este con Zinacantepec.
Fue declarado Pueblo con Encanto por el Gobierno del Estado de México, el día 12 de noviembre del 2008.

## Toponimia
Amanalco es una palabra de origen náhuatl, que se compone de amanalli, "estanque de agua", y co, "lugar en", y significa "lugar cerca del lago". El primer nombre que se conoce en sus orígenes fue N'dabi, de origen otomí, que significa "lugar donde flotan troncos".

## Cultura
El municipio de Amanalco cuenta con una biblioteca pública donde los habitantes tienen acceso al acervo biográfico y distintas herramientas que brinda la misma: Alfonso Fabila Montes de Oca, así mismo también cuenta con una Casa de Cultura, también de acceso público donde se ofertan talleres de manera gratuita: Casa de cultura Ricardo García Álvarez.

## Patrimonio Intangible
Amanalco cuenta con distintas tradiciones en torno a la religión católica como lo es la Tradicional Feria de la Trucha en el marco de la Semana Santa, de igual forma la comunidad celebra las siguientes dos fiestas patronales: San Jerónimo y Fiesta de Corpus.
En el municipio de Amanalco también se practican  las artesanías, trabajadas con los siguientes materiales:
•Textiles
•Madera
• Fibras Naturales

## Oferta Turística
El municipio de Amanalco ofrece a sus habitantes tanto como futuros turistas espacios recreativos, dedicados a la conservación de fauna de la localidad, como lo es la Zona Protectora Forestal de los terrenos de las Cuencas de los Ríos Valle de Bravo, Malacatepec, Tilostoc y Temascaltepec.
También se pude encontrar como atractivo turístico el mismo Nevado de Toluca, el Parque Estatal “Santuario del Agua Presa Corral de Piedra”, dedicados a proteger flora y fauna en beneficio de diversos municipios.